# Заболотненська сільська рада
| Заболотненська сільська рада — орган місцевого самоврядування у Крижопільському районі Вінницької області з адміністративним центром у с. Заболотне. Сільській раді підпорядковані населені пункти: - с. Заболотне |

## Склад ради
Рада складається з 16 депутатів та голови.

## Керівний склад сільської ради
| ПІБ                           | Основні відомості                                                         | Дата обрання | Дата звільнення |
| ----------------------------- | ------------------------------------------------------------------------- | ------------ | --------------- |
| Браславець Сергій Миколайович | Сільський голова, 1958 року народження, освіта                            | 26.03.2006   | 31.10.2010      |
| Браславець Сергій Миколайович | Сільський голова, 1958 року народження, освіта вища, член Партії регіонів | 31.10.2010   |                 |

Примітка: таблиця складена за даними джерела